# كينيث كاي
كينيث كاي (بالإنجليزية: Kenneth Kaye)‏ هو عالم نفس أمريكي، ولد في 24 يناير 1946.